# Aprusia kerala
Pour les articles homonymes, voir Aprusia et Kerala.
Espèce
Aprusia kerala est une espèce d'araignées aranéomorphes de la famille des Oonopidae.

## Distribution
Cette espèce est endémique d'Inde. Elle se rencontre au Kerala et au Tamil Nadu.

## Description
Le mâle holotype mesure 2,8 mm.
La femelle décrite par Grismado en 2023 mesure 2,68 mm.

## Systématique et taxinomie
Cette espèce a été décrite par Grismado, Deeleman et Baehr en 2011.

## Étymologie
Son nom d'espèce lui a été donné en référence au lieu de sa découverte, le Kerala.

## Publication originale
- Grismado, Deeleman & Baehr, 2011 : « The goblin spider genus Aprusia Simon, 1893 (Araneae: Oonopidae).. » American Museum Novitates, no 3706, p. 1-21 (texte intégral).